# Anaea hedemanni
Anaea hedemanni är en fjärilsart som beskrevs av Felder 1869. Anaea hedemanni ingår i släktet Anaea och familjen praktfjärilar. Inga underarter finns listade i Catalogue of Life.